# Valentí Gual Vilà
Valentí Gual Vilà (Barcelona, 1962) és un historiador català, professor universitari des de 1990, doctor de l'Àrea d’Història Moderna de la Universitat de Barcelona, especialitzat en demografia, història agrària, l’exercici de la justícia, història del bandolerisme, i la xarxa urbana catalana, i polític català.
Es llicencia en Geografia i Història per la Universitat de Barcelona (1985), on obté una beca per a la realització de la tesi doctoral Balanç natural i reconstrucció de famílies a través dels sacraments: la Conca de Barberà a l’època moderna, defensada el 1991. El 1995 obté la plaça com a professor titular de la Universitat de Barcelona. El mateix any és escollit alcalde de Rocafort de Queralt, càrrec que exercirà fins a 2015. En aquest període, fou conseller del Consell Comarcal de la Conca de Barberà, esdevenint titular de les Àrees de Cultura, Joventut, Esport i Benestar Social.
Entre els principals objectes d’estudi de Gual, destaquen la influència de la immigració occitana a Catalunya durant l’època moderna, l’impacte de la justícia senyorial en les comunitats rurals i l’estudi del bandolerisme com a fenomen polític.
Ha format part dels projectes acadèmics:
- La xarxa urbana i les relacions transpirinenques en els segles XVII i XVII (2013-15).
- Grup d’Estudis d’Història del Mediterrani Occidental (2014-22).
- Estudi demogràfic de l’Andorra moderna, del segle XVI al segle xix (2016-22).
- Espais connectats al llarg del temps. Catalunya i el món mediterrani en els segles XVII i XVIII (2019-21).

Gual ha publicat centenars d’articles d’història locals de la Conca de Barberà, la Baixa Segarra i el Camp de Tarragona. Per la seva dilatació en el temps, destaquen les col·laboracions a Font de Baix, de Rocafort de Queralt (1992-2008); El Baluard (1989-2005), de Sarral; La Segarra, de Santa Coloma de Queralt (1988-2004 i 2016), El Francolí, de l’Espluga de Francolí (1988-94); i el Gira-sol Solivellenc (1988-1995).
També ha dirigit la tesi doctoral Una comunitat rural de la Catalunya interior. Òdena (s.XVI-XVII), defensada per Xavier Jorba el 2010.

## Llibres publicats
Gual ha publicat els següents llibres i opuscles:
- Terra i guerra. Rocafort de Queralt a l’edat moderna. Barcelona, 1987.
- Vida i mort a la Conca de Barberà a l’edat moderna (Rocafort de Queralt, s. XVI-XVIII). Tarragona, 1988.
- Conesa (en coautoria amb Josep Pijoan, Josep M. T. Grau i Roser Puig). Conesa, 1989.
- Noms i gent de la Conca de Barberà, Barcelona 1990, 160 p. (en coautoria amb Josep M. Grau Pujol i Roser Puig Tàrrech).
- ’Gavatxos’, gascons, francesos. La immigració occitana a la Catalunya moderna (el cas de la Conca de Barberà). Barcelona, 1991.
- Guia de Rocafort de Queralt (Conca de Barberà). Tarragona, 1992.
- Els Batlle de Vilaverd. De Tarba a ciutadans honrats de Barcelona. Tarragona, 1992.
- La família moderna a la Conca de Barberà. Tarragona, 1993.
- La Conca de Barberà. Història d’una Comarca. Valls, 1994.
- Poblet, al cor de la Conca. Saragossa, 1995.
- Homes i Estacions, Montblanc-Santa Coloma de Queralt. 1995.
- L’Alt Camp. Història d’una Comarca [Àlbum de cromos]. Valls, 1998
- Els béns comunals a la Catalunya moderna (segles XVI-XVIII), coordinat juntament amb Ernest Belenguer i Jaume Dantí. Barcelona, 1998.
- La comunitat pagesa catalana a través dels documents (1349-1871), en coautoria amb Ernest Belenguer Cebrià i Jaume Dantí Riu. Barcelona,1999.
- L’exercici de la justícia eclesiàstica. Poblet, segles XV-XVII. Barcelona, 2000
- Justícia i Terra. La documentació de l’Arxiu de Poblet (Armari II). Barcelona, 2003.
- Matar lo Rei. Barcelona, 1492. Barcelona, 2004.
- Poblet, senyor feudal. La documentació de l’Arxiu de Poblet (Armari III). Valls, 2007.
- Història de Vímbodi i Poblet (director). Tarragona, 2015.
- La immigració occitana a la Catalunya moderna, en coautoria amb Ramon Masdeu. Barcelona, 2021.